# Maladera kojimai
Maladera kojimai är en skalbaggsart som beskrevs av Miyake 1991. Maladera kojimai ingår i släktet Maladera och familjen Melolonthidae. Inga underarter finns listade i Catalogue of Life.